# تشارلز كلود غوثري
تشارلز كلود غوثري (بالإنجليزية: Charles Claude Guthrie)‏ هو عالم وظائف الأعضاء أمريكي، ولد في 26 سبتمبر 1880، وتوفي في 1963.